# Ґокіо
Ґокіо (груз. გოკიო) — село в Грузії.
За даними перепису населення 2014 року в селі проживає 418 осіб.